# Jan Spitzer
Jan Spitzer (* 16. Mai 1947 in Sangerhausen; † 4. November 2022 in Berlin) war ein deutscher Schauspieler, Hörspielsprecher, Synchronsprecher und Sänger.

## Leben

### Ausbildung, Film und Theater
Seine schauspielerische Ausbildung erhielt Spitzer zwischen 1965 und 1968 an der Hochschule für Schauspielkunst „Ernst Busch“ Berlin. Schon als Schauspielstudent spielte er die Hauptrolle in dem 1967/68 produzierten Film Abschied, einer Verfilmung des gleichnamigen Romans von Johannes R. Becher. Spitzer beschrieb seine Rolle als „Aussteiger-Typ“, wozu er mit seinen für die damalige Zeit relativ langen Haaren prädestiniert gewesen sei.
Spitzer war in den 1970er und 1980er Jahren mit Haupt- und Nebenrollen im Kino der DDR präsent. 1980 übernahm er an der Seite von Janina Hartwig unter der Regie von Wolfgang Hübner in dem DEFA-Märchenfilm Gevatter Tod die männliche Hauptrolle des dreizehnten Bauernsohns Jörg. Bereits drei Jahre zuvor hatte er in einem weiteren Märchenfilm, Der Hasenhüter, eine Hauptrolle innegehabt. Im Fernsehen war er mehrfach im Polizeiruf 110 zu sehen und spielte Friedrich Engels in der Fernsehserie Marx und Engels – Stationen ihres Lebens (1978–1980). Nach der Wende stand Spitzer deutlich seltener vor der Kamera, zuletzt 2012 in der Fernsehserie Klinik am Alex.
Spitzer war auch als Theaterschauspieler tätig. So hatte er Engagements an Schauspielstätten in Altenburg, Halle, Schwerin, am Deutschen Theater Berlin sowie am Volkstheater München und dem Berliner Ensemble.

### Synchronarbeiten und Musik
In der ersten Hälfte der 1970er Jahre betätigte sich Spitzer als Sänger. Im Jahr 1970 erschien seine Single „Wer bist du?“ bei dem Plattenlabel AMIGA. 1974 sang er im Duett mit Beate Barwandt das Lied „So halte mich“, das auf dem Sampler Du (Liebeslieder unserer Zeit) veröffentlicht wurde.
Bereits in der DDR hatte Spitzer erstmals als Synchronsprecher gearbeitet. Ab den 1990er Jahren arbeitete er vorwiegend als Synchronsprecher und lieh unter anderem James Remar, Chris Cooper, Jon Voight, Ted Levine, Danny Trejo, Joaquim de Almeida, Brad Garrett und Alan Arkin seine Stimme. Er sprach auch bei Zeichentrickserien, unter anderem die Labormaus Brain, außerdem Splinter in Teenage Mutant Ninja Turtles und Dr. Drakken in Kim Possible. Von 2009 bis 2011 war Spitzer als Sprecher bei den Störtebeker-Festspielen auf der Insel Rügen tätig.
Am 9. November 2022 gab Jan Spitzers Sprecheragentur den Tod des Schauspielers am 4. November 2022 im Alter von 75 Jahren bekannt.

## Filmografie
- 1968: Abschied
- 1969: Jungfer, Sie gefällt mir
- 1970: Junge Frau von 1914 (Fernsehfilm)
- 1971: Verspielte Heimat
- 1974: Johannes Kepler
- 1975: Im Schlaraffenland
- 1975: Broddi
- 1976: Philipp, der Kleine
- 1977: Abschied vom Frieden
- 1977: Dantons Tod (Studioaufzeichnung)
- 1977: Der Hasenhüter
- 1978: Marx und Engels – Stationen ihres Lebens (Fernsehserie)
- 1979: Blauvogel
- 1980: Der Staatsanwalt hat das Wort (Fernsehserie, Folge: In Kost und Logis)
- 1980: Gevatter Tod
- 1980: Heute abend und morgen früh (Diplomfilm)
- 1980: Unser Mann ist König (Fernsehserie)
- 1981: Zwei Zeilen, kleingedruckt (Dwe strotschki melkim schriftom)
- 1981: Bürgschaft für ein Jahr
- 1981: Zwei Freunde in Preußen (Fernsehfilm)
- 1981: Aus der Franzosenzeit
- 1983: Romeo und Julia auf dem Dorfe
- 1984: Überfahrt
- 1984: Polizeiruf 110: Im Sog (Fernsehreihe)
- 1985: Tango-Traum (Sprecher)
- 1986: Eine zauberhafte Erbschaft (Carovné dedictví)
- 1987: Sachsens Glanz und Preußens Gloria (Mehrteiler)
- 1991: Polizeiruf 110: Big Band Time (Fernsehreihe)
- 1999: Für alle Fälle Stefanie
- 2005: Mutterseelenallein
- 2007: Stubbe – Von Fall zu Fall: Dritte Liebe
- 2011: Niemand ist eine Insel
- 2012: Klinik am Alex (Fernsehreihe)

## Synchronrollen (Auswahl)
J. K. Simmons
- 1999: (als Frank Perry) in Aus Liebe zum Spiel
- 2007: (als Mac MacGuff) in Juno
- 2008: (als CIA-Vorgesetzter) in Burn After Reading – Wer verbrennt sich hier die Finger?
- 2009: (als Stu Kopenhafer) in New in Town
- 2009: (als Oswald Klaven) in Trauzeuge gesucht!
- 2009: (als Bob) in Up in the Air
- 2012: (als Ed) in Crazy on the Outside
- 2013: (als CIA-Referent) in Path to War – Entscheidung im Weißen Haus
- 2013: (als James McLaughlin) in Begrabt mein Herz am Wounded Knee
- 2014: (als Allisons Dad) in #Zeitgeist
- 2015: (als Zipper) in Mit besten Absichten
- 2015: (als O’Brien) in Terminator: Genisys
- 2017: (als Arve Støp) in Schneemann
- 2017: (als Commissioner Gordon) in Justice League
- 2020: (als Captain Matt McKenna) in 21 Bridges
- 2021: (als George Zax) in Goliath (2 Folgen)
- 2021: (als Ivo Shandor) in Ghostbusters: Legacy

Chris Cooper
- 1999: (als Colonel Fitts) in American Beauty
- 2000: (als Lt. Gerke) in Ich, beide & sie
- 2002: (als Conklin) in Die Bourne Identität
- 2002: (als John Laroche) in Adaption.
- 2003: (als Tom Smith) in Seabiscuit – Mit dem Willen zum Erfolg
- 2005: (als Alvin Dewey) in Capote
- 2005: (als Jimmy Pope) in Syriana
- 2005: (als Lt. Col. Kazinski) in Jarhead – Willkommen im Dreck
- 2014: (als Norman Osborn) in The Amazing Spider-Man 2
- 2020: (als Mr. Laurence) in Little Women

Maurice LaMarche
- 1993–1998: (als Brain) in Animaniacs
- 1995–1998: (als Brain) in Pinky und der Brain
- 1997: (als Der Imperator) in Die Tex Avery Show
- 1998–1999: (als Brain) in Pinky, Elmyra & der Brain
- 1999: (als Brain) in Animaniacs – Wakkos Wunsch

Ted Levine
- 2002: (als Emil Zadapec) in The Truth About Charlie
- 2004: (als Col. Howard) in Der Manchurian Kandidat
- 2006: (als Bob Carter) in The Hills Have Eyes – Hügel der blutigen Augen
- 2021: (als Horst Kleinsasser) in Big Sky

Robert Foxworth
- 2007: (als Ratchet) in Transformers
- 2009: (als Ratchet) in Transformers – Die Rache
- 2011: (als Ratchet) in Transformers 3
- 2014: (als Ratchet) in Transformers: Ära des Untergangs

Ron Perlman
- 1994: (als Konstantine Konali) in Police Academy 7 – Mission in Moskau
- 1997: (als Dr. Ramsey Krago) in Virus Attack
- 2003–2006: (als Slade) in Teen Titans

Danny Trejo
- 2001: (als Isidoro Machete Cortez) in Spy Kids
- 2002: (als Little Bill) in The Salton Sea
- 2003: (als Machete) in Mission 3D

Lee Arenberg
- 2003: (als Pintel) in Fluch der Karibik
- 2006: (als Pintel) in Pirates of the Caribbean – Fluch der Karibik 2
- 2007: (als Pintel) in Pirates of the Caribbean – Am Ende der Welt

Flemming Quist Møller
- 1993: (als Konrad Cupmann) in Hugo, das Dschungeltier
- 1996: (als Konrad Cupmann) in Hugo, das Dschungeltier – Filmstar wider Willen

Corey Burton
- 1996: (als Heftiche) in Der Glöckner von Notre Dame
- 2007–2009: (als Megatron) in Transformers: Animated

John DiMaggio
- 2002–2007: (als Dr. Drakken) in Kim Possible
- 2014: (als Leadfoot) in Transformers: Ära des Untergangs

### Filme
- 1996: Bruce Willis als Muddy in Beavis und Butt-Head machen’s in Amerika
- 1997: Thomas F. Duffy (als Dr. Robert Burke) in Vergessene Welt: Jurassic Park
- 1999: Nigel Plaskitt (als Schlafmaus) in Alice im Wunderland
- 2003: Olek Krupa (als Maschkow) in The Italian Job – Jagd auf Millionen
- 2004: N. N. (als Ben London) in Madhouse – Der Wahnsinn beginnt
- 2004: N. N. (als Foxtrot One) in Meine Frau, ihre Schwiegereltern und ich
- 2005: Delroy Lindo (als Carl) in Sahara – Abenteuer in der Wüste
- 2007: Nis Bank-Mikkelsen (als Jaguar) in Hugo, das Dschungeltier – Auf und davon
- 2008: Eli Danker (als Jean Yves Tatao) in Lauschangriff – My Mom’s New Boyfriend
- 2010: Mr. T (als Officer Earl) in Wolkig mit Aussicht auf Fleischbällchen
- 2010: James Brolin (als Mr. Anderson) in Burlesque
- 2011: Franklyn Ajaye (als Lillians Vater) in Brautalarm
- 2013: Andrew Bicknell (als Mr. Anderson) in Dhoom: 3
- 2013: Thomas Francis Murphy (als Plantagenbesitzer) in 12 Years a Slave
- 2013: Robert Patrick (als Skiptracer) in Voll abgezockt
- 2013: Lance Reddick (als General Caulfield) in White House Down
- 2015: Richard Carter (als Bullet Farmer) in Mad Max: Fury Road
- 2017: Stephen Root (als Jim Hudson) in Get Out
- 2018: Sam Elliott (als Bobby) in A Star Is Born
- 2019: John Finn (als General Stroud) in Ad Astra – Zu den Sternen
- 2019: Massi Furlan (als Springmesser) in Jumanji: The Next Level
- 2019: Dennis Quaid (als Ethan Montgomery) in Bailey – Ein Hund kehrt zurück

### Serien
- 1988: Michael Rudder (als Advocate #2) in Krieg der Welten: Die Auferstehung
- 1990–1993: Robert O’Reilly (als Gowron) in Raumschiff Enterprise: Das nächste Jahrhundert (4 Folgen)
- 1992: Len Carlson (als Allo) in Die Astro-Dinos
- 1993–1996: Robert Axelrod (als Lord Zedd) in Power Rangers
- 1993–1999: Robert O’Reilly (als Gowron) in Star Trek: Deep Space Nine (7 Folgen)
- 1993–2001: Barry Van Dyke (als Lieutenant Detective Steve Sloan) in Diagnose: Mord
- 1995: Gregg Berger (als Cornfed) in Duckman
- 1996–1997: Tim Curry (als Lord Dragaunus) in Mighty Ducks – Das Powerteam
- 1998: Patrick Bouchitey (als Beauchamp) in Der Graf von Monte Christo (Fernsehvierteiler)
- 1998–2006: Billy Drago (als Barbas) in Charmed – Zauberhafte Hexen
- 1999: Richard Blackburn (als Andy Robichaux) in Der Sturm des Jahrhunderts
- 1999–2000: (als Rinderteufel) in Dragon Ball
- 1999–2000: David Kaye (als Megatron) in Transformers: Beast Machines
- 1999–2002: Michael Horse (als Deputy Blackwood) in Roswell
- 1999–2004: Anthony Simcoe (als Ka D’Argo) in Farscape
- 2000: Yūto Kazama (als MetalSeadramon) in Digimon Adventure
- 2001–2002: Wally Wingert (als Allmächtiger Allergrößter ‚Red‘) in Invader Zim
- 2001–2003: Jonathan Freeman (als Dschafar) in Mickys Clubhaus
- 2002–2003: Naoki Tatsuta (als Lewis Halberton) in Gundam Seed
- 2002–2004: (als Man-At-Arms) in He-Man and the Masters of the Universe
- 2003: Steven Berkoff (als Stilgar) in Children of Dune
- 2003–2004: Joaquim de Almeida (als Ramon Salazar) in 24
- 2003–2009: Darren Dunstan (als Splinter) in Teenage Mutant Ninja Turtles
- 2004–2007: Dave Florek (als Mr.Dusty Chopsaw!) in Neds ultimativer Schulwahnsinn
- 2004–2010: John Finn (als Detective John Stillman) in Cold Case – Kein Opfer ist je vergessen
- 2006: (als Professor Igor; Piratenkapitän) in Kappa Mikey
- 2006–2010: Brad Garrett (als Eddy Stark) in Ehe ist…
- 2006–2021: Jim Beaver (als Bobby Singer) in Supernatural
- 2007–2009: Wade Williams (als Capt. Brad Bellick) in Prison Break
- 2008: Mark Margolis (als Hank Moodys Vater) in Californication
- 2008: Punktown (Hörbuch)
- 2008–2014: James Remar (als Harry Morgan) in Dexter
- 2008–2020: Joe Mantegna (als Supervisory Special Agent David Rossi) in Criminal Minds
- 2009–2012: Michael Shamus Wiles (als George Merkert) in Breaking Bad
- 2009: Jim Beaver (als Sheriff Charlie Mills) in Harper’s Island
- 2009: Jerry O’Donnell (als Aaron Dennis) in Ghost Whisperer – Stimmen aus dem Jenseits (Episode 4x09)
- 2009: Patrick Swayze (als Charles Barker) in The Beast
- 2009–2022: Shaun Johnston (als Jack Bartlett) in Heartland – Paradies für Pferde
- 2011: Jeffrey Combs (als Ratchet) in Transformers: Prime
- 2012–2018: Stephen Tompkinson (als DCI Alan Banks) in Inspector Banks, (2-teiliger Pilotfilm + 5 Staffeln: 32 Folgen)
- 2012–2018: Danny John-Jules (als Officer Dwayne Myers) in Death in Paradise, (56 Folgen)
- 2013–2015: Ciarán Hinds (als Manke Rayder) in Game of Thrones
- 2014: Jeff Kober (als Joe) in The Walking Dead
- 2015: (als Pipothep) in Hui Buh (Hörbuch)
- 2016: Jeb Brown (als Wesley Cox) in The Path
- 2016–2018: Bruce Campbell (als Ash Williams) in Ash vs. Evil Dead
- 2017–2018: Clé Bennett (als Earl) Wolkig mit Aussicht auf Fleischbällchen
- 2020–2021: Big Sky (Fernsehserie)

### Videospiele
- 2006: als Xemnas und Dschafar in Kingdom Hearts 2
- 2006: als Volteer in Die Legende von Spyro: Der Neubeginn (The Legend of Spyro: A New Beginning)
- 2007: als Lynch in Kane & Lynch: Dead Men
- 2007: als Volteer in Die Legende von Spyro: Die Ewige Nacht (The Legend of Spyro: The Eternal Night)
- 2008: als Volteer in Die Legende von Spyro: Der Aufgang des Drachen (The Legend of Spyro: Dawn of the Dragon)
- 2009: als Bane und Commissioner James „Jim“ Gordon in Batman: Arkham Asylum
- 2011: als Bane in Batman: Arkham City
- 2012: als Mönch in Diablo III
- 2013: als Commissioner James „Jim“ Gordon in Batman: Arkham Origins
- 2015: als Commissioner James „Jim“ Gordon in Batman: Arkham Knight
- 2015: als Commissioner James „Jim“ Gordon in Lego Dimensions
- 2020: als Cassidy Righter "Aldecaldos Member" in Cyberpunk 2077

## Hörspiele (Auswahl)
- 2003: Der Glöckner Von Notre Dame: Das Original-Hörspiel zum Film, Walt Disney Records. (der Glöckner von Notre Dame (1996))
- 2012–2014: Thrawn-Trilogie (Hörspiel, nach den Romanen von Timothy Zahn) als Dravis
- 2019: Death Note Folge 10: Karma-Polizei, Lübbe Audio, ISBN 978-3-7857-5789-5
- 2020: Kai Meyer: Sieben Siegel (Audible-Hörspielserie)
- 2020 (Audible): Star Wars – Angriff der Klonkrieger. Das Original-Hörspiel zum Kinofilm, als Cliegg Lars (Buch und Regie: Oliver Döring)
- 2021 (Audible): Lady Bedfort Folge 74: Lady Bedfort und Die Leiche aus dem Mittelalter